# Aeroportul Lasondre
Aeroportul Lasondre (IATA: LSE, ICAO: WIMO) este un aeroport din Lasonde⁠(d), Pulau-Pulau Batu⁠(d), Nias Selatan⁠(d), Sumatera Utara⁠(d), Indonezia ce deservește zona Kepulauan Batu⁠(d). A fost numit după Lasonde⁠(d).
Situat la o altitudine de 6 m, aeroportul dispune de 1 pistă. Este operat de Guvernul Indoneziei.

## Infrastructură

### Piste
Aeroportul dispune de o singură pistă. Pista are orientarea 06/24. 